# Euskal Sozialista Biltzarrea
Euskal Sozialista Biltzarrea (ESB) (Convergència Socialista Basca) fou un partit polític basc d'ideologia socialista i nacionalista que participà en la creació d'Herri Batasuna.
ESB nasqué el 6 de juny de 1976 a Arantzazu com a resultat de la unió de diversos grups polítics preexistents de caràcter nacionalista i socialista. Entre els grups que integraren ESB destacaven dos: el Moviment Socialista d'Euskadi, una escissió del sindicat nacionalista ELA-STV, pel que rebien el malnom d'eladios; i el grup Aintzina, que estava format per alguns fundadors de la primitiva ETA escindits d'aquesta organització i agrupats entorn de José Luis Álvarez Enparantza (Txillardegi) i la revista Branka;

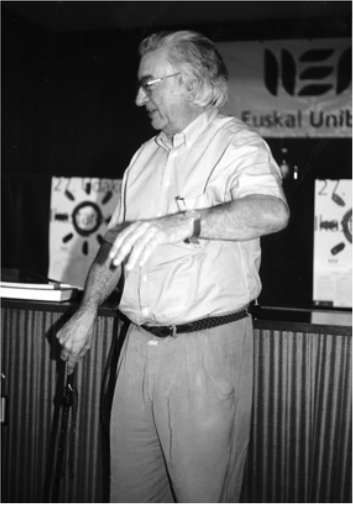
José Luis Álvarez Enparantza, Txillardegi, un dels principals fundadors d'ESB, però també encapçalà la major escissió.

Aquest partit polític va sorgir amb la idea de cobrir un espai polític nacionalista entre el nacionalisme conservador i moderat del PNB i l'esquerra abertzale de caràcter marxista-leninista del bloc KAS; amb un ideari socialista. En el seu I Congrés de juny de 1976 es definiren com a partit polític del sud d'Euskal Herria, socialista, no revolucionari, abertzale i euskaldun. Després de ser legalitzat al març de 1977, ESB va celebrar el seu II Congrés, en el qual va decidir participar en les eleccions legislatives de 1977, primeres de la democràcia, oposant-se a l'abstenció propugnada pel bloc KAS. Adopten en castellà el nom de Partit Socialista Basc (PSB) i van establir la seva seu oficial a Pamplona, Navarra. El partit es va declarar defensor d'un socialisme democràtic i autogestionari, oposat al marxisme que associaven amb l'estat totalitari i centralista. Referent a la qüestió basca, ESB-PSB defensava la sobirania del País Basc més que la independència, entenent que com a mínim l'estat espanyol havia de retornar l'autonomia de la Segona República espanyola, a més dels drets forals arrabassats durant els segles XIX i XX. Mantenia que el procés autonòmic basc havia de desvincular-se del procés constitucional espanyol i entendre's com una negociació d'igual a igual entre un poder autonòmic basc restaurat i el nou poder central constituït en Espanya.
Per al Partit Socialista Basc - Euskal Sozialista Biltzarrea, ESB, sota una nova constitució d'un Estat Basc, els territoris forals així com les municipalitats, comarques o merindades haurien de dotar-se d'un poder legislatiu estructurat en els seus respectius parlaments constituïts per tres càmeres. La Càmera Laboral formada per les delegacions que representen organitzacions o sindicats d'un mateix ram del treball; La Càmera de Comunitats Locals que a manera de Senat representaria els districtes electorals inferiors dels territoris forals, així com de la resta de comunitats constitutives; i la Càmera Socio-Política escollida de membres dels partits dels diferents territoris d'Euskadi. Així mateix una assemblea o parlament federal superior basc que integri les decisions adoptades per les càmeres de nivell inferior així com les decisions que afectessin a la globalitat d'Euskadi.
Quant a les seves relacions amb altres partits, els comunistes del bloc KAS, que propugnaven un boicot electoral al procés constituent espanyol, acusaven als partidaris del ESB de socialdemòcrates i autonomistes; mentre que altres grups socialistes bascos com el Partit Socialista d'Euskadi (al que ESB considerava una mera sucursal del Partit Socialista Obrer Espanyol i un agent imperialista espanyol) els qualificaven com a racistes. ESB va tractar de formar un ampli front abertzale que abastés des del PNB fins al bloc KAS, però això solament es va concretar parcialment en Navarra on es va formar la coalició Unió Autonomista de Navarra, integrada per Acció Nacionalista Basca, PNB i ESB.
En les eleccions a les corts constituents de juny de 1977, ESB va obtenir uns resultats pitjors que els previstos, 36.000 vots (3,56%) en el conjunt de les tres províncies basques, restant sense representació parlamentària.
A Navarra la coalició Unió Autonomista de Navarra obtenia 18.000 vots en aquest territori (6,99%). ESB es va trobar en una situació molt difícil, les eleccions l'havien deixat sense presència institucional, amb forts deutes econòmics i amb el seu teòric espai polític ocupat en part per la coalició marxista Euskadiko Ezkerra, que sí que havia assolit representació parlamentària. La veterana direcció d'ESB va ser desplaçada pels joves eladios que estaven dirigits pel secretari general del partit, Iñaki Aldekoa. Aquests van apostar per la unitat de l'esquerra abertzale i per la integració d'ESB en l'anomenada Taula d'Alsasua, germen de la futura coalició electoral Herri Batasuna, que naixerà en 1978. Encara que aquesta coalició integrava alguns partits declaradament marxistes, els dirigents d'ESB pensaven que es podria moderar cap al socialisme i convertir-se en un gran partit socialista basc.

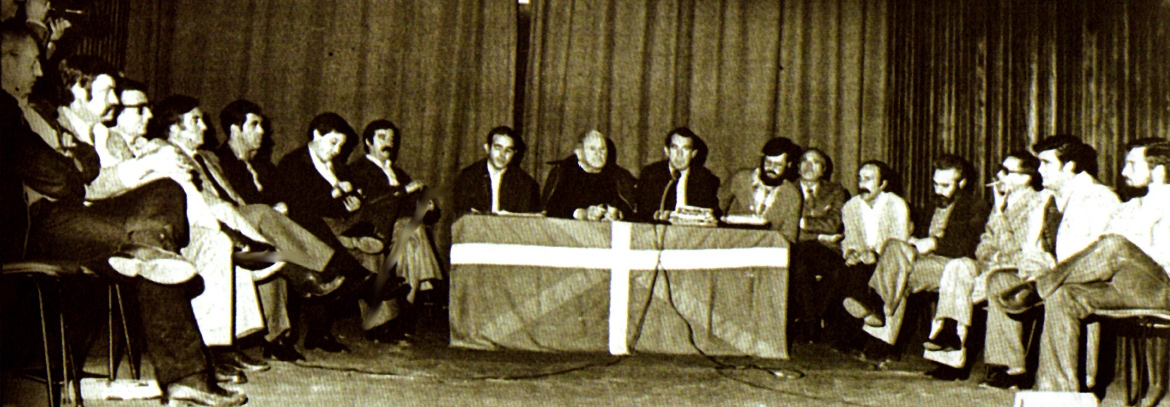
Imatge de la Mesa d'Alsasua. Germe d'Herri Batasuna, de la que ESB en va ser membre fundador. La persona que usa el micròfon sembla Iñaki Aldekoa, secretari general d'ESB.

Com a pas previ ESB decidí iniciar un procés de fusió amb l'històric partit nacionalista d'esquerres Acció Nacionalista Basca, amb el que ja havia format coalició a Navarra i que també s'havia integrat en HB. ANB havia estat la gran derrotada a les eleccions de 1977 en no assolir ni 9.000 vots. El nou partit fusionat havia d'anomenar-se Euskal Sozialista Ekintza (Acció Socialista Basca), però no arribà a prosperar.
En el III Congrés Nacional d'ESB, el partit va abandonar el seu caràcter socialista i sobiranista i es va declarar marxista i independentista. Aquest fet, sumat a una crisi generalitzada dintre del partit i a una relaxació de l'exigència d'euskaldunizació interna va produir una escissió d'un important nombre de militants encapçalats per Txillardegi, que no obstant això van seguir formant part d'HB; va abandonar la unificació amb ANV i va afeblir la posició d'ESB en el si d'HB. Dintre d'HB es va produir des del seu naixement una pugna entre tres dels partits que la van integrar (ANB, ESB i LAIA) d'una banda i els grups i independents partidaris de KAS, per un altre. Aquest enfrontament es devia bàsicament a discrepàncies en l'organització interna de la coalició i a la participació o no en les institucions polítiques espanyoles. No havia en principi cap mena de discrepància sobre el suport a la paral·lela lluita armada d'ETA.
En les eleccions forals i municipals de 1979 HB va obtenir un important suport electoral i això va deslligar un enfrontament obert en el si de la coalició. HB era a efectes legals una coalició electoral d'ANB i ESB, els dos únics partits polítics legals. LAIA i ESB van tractar d'obtenir l'adhesió d'ANB a les seves posicions per a quedar-se amb les sigles d'HB i marginar als partidaris de KAS, però dintre d'ANB es va imposar un corrent favorable a KAS, de tal forma que el pla d'ESB no va poder dur-se a terme.
Paral·lelament ESB va rebre ofertes per a integrar-se en la coalició electoral Euskadiko Ezkerra, però renuncià a aquesta possibilitat en rebutjar el possibilisme d'EE i el seu suport a l'Estatut d'Autonomia del País Basc, qualificat des d'ESB despectivament com a Estatuto Vascongado en no incloure-hi Navarra.
El IV Congrés d'ESB, gener de 1980, va apostar per mantenir al partit polític dintre de la coalició HB, però exigint-la que es mantingués al marge de controls externs (KAS i ETA) i exigint a la Mesa Nacional d'HB (controlada per afins a KAS) que es posicionés clarament sobre si la coalició participaria o no en el futur Parlament autònom basc, sorgit de les imminents eleccions autonòmiques.
Però les exigències d'ESB no es van materialitzar, a més els seus militants van quedar marginats en la confecció de les llistes electorals al Parlament Autònom Basc, LAIA va abandonar la coalició; i això va dur finalment a ESB a desvincular-se també d'HB i a recomanar als seus militants i simpatitzants que s'abstinguessin en les eleccions autonòmiques de febrer de 1980. Herri Batasuna, reduïda pràcticament a KAS va pagar un preu electoral baix, ja que va perdre solament 35.000 vots, malgrat l'abandó de LAIA i d'ESB. Encara que en un primer moment ESB va tractar d'organitzar una altra Herri Batasuna amb estratègia diferent, aquesta idea va acabar sent inviable i ESB va desaparèixer poc després; si bé encara avui dia figura en el registre de partits polítics.